# Kievse Rijk
Het Kievse Rijk (Belarussisch: Кіеўская Русь; Oekraïens: Київська Русь; Russisch: Киевская Русь) is een vroegmiddeleeuwse voorloper van het huidige Rusland, Oekraïne en Belarus en had als centrum de stad Kiev. Het land is ook wel bekend als de Kievse Roes, Rijk van Kiev of het grootvorstendom Kiev.

## Vroege geschiedenis
Vanaf de late 8e eeuw ontstond de handelsroute van de Varjagen naar de Grieken, een handelsroute die vrijwel geheel over water ging en die Scandinavië met het Byzantijnse Rijk verbond. De route stelde de oorspronkelijk uit Zweden stammende Varjagen in staat om een profijtelijke handel met het Byzantijnse Rijk op te zetten. Een andere route was de handelsroute over de Wolga naar het Kalifaat van de Abbasiden.
De Varjagen hadden in 860 hun militaire kracht al gedemonstreerd met een felle aanval op Constantinopel. De Varjagen ondernamen, in samenwerking met de Chazaren, ook plundertochten naar de zuidkust van de Kaspische Zee. De verhoudingen tussen de belangrijkste machten in Oost-Europa, het Byzantijnse rijk, de Chazaren, de Wolga-Bulgaren aan de bovenloop van de Wolga, de Petsjenegen op de steppen van Oekraïne en de Varjagen waren wisselvallig van karakter. Strijd en samenwerking volgden snel op elkaar. De krijgshaftige Varjagen maakten de groeiende boerenbevolking in de bosgebieden schatplichtig.
De belangrijkste bron over de geschiedenis van de Kievse Roes is het oudste Oost-Slavische geschrift, de Nestorkroniek uit het begin van de 12e eeuw. Volgens de Nestorkroniek nodigden Slavische en Finse stammen in de omgeving van Novgorod en Ladoga (nu Staraja Ladoga) in 862 de Varjager Rurik uit om hun heerser te worden:

Ons land is groot, goed en van alles voorzien. Maar er is geen orde en regel. Komt daarom om ons te regeren en te leiden.

Rurik zou de stamvader worden van de dynastie der Ruriken of Rurikiden.
Ruriks opvolger Oleg de Wijze (879-912) veroverde in 882 Kiev, de belangrijkste stad van de Poljanen en tot dat moment een buitenpost van het rijk der Chazaren. Kiev had een zeer gunstige strategische ligging aan de Dnjepr op de grens van de steppe en het bosgebied. Het werd zijn nieuwe hoofdstad en vormde een belangrijke schakel in de export van slaven, barnsteen en bosproducten als bont, bijenwas en honing. Olegs uitgestrekte rijk werd bewoond door oostelijke Slaven, Finnen en Balten, naast Iraanse en Turkse stammen.
Ruriks zoon Igor (912-945) wist na een nieuwe aanval op Constantinopel in 944 een gunstig handelsverdrag met het Byzantijnse rijk af te dwingen. De contacten met het hoog ontwikkelde Constantinopel leidden tot sterkere christelijke invloeden in het Kievse Rijk, naast die van het door de Chazaren omarmde joodse geloof, de islam en het traditionele sjamanisme. In 945 werd Igor vermoord. Hij werd opgevolgd door zijn vrouw Olga. Omstreeks 955 bekeerde ze zich tot het christendom en veranderde haar naam in Helena. In 962 gaf ze de macht aan haar zoon Svjatoslav I.

## Gouden Eeuw

### Svjatoslav
Ruriks kleinzoon vorst Svjatoslav I (962-972) was een groot militair leider. Hij vernietigde tussen 965 en 969 het rijk van de Chazaren. Hij vestigde zijn heerschappij in de gebieden ten noorden van de Kaukasus. Op verzoek van de Byzantijnse keizer viel Svjatoslav samen met de Petsjenegen het Bulgaarse koninkrijk op de Balkan aan. Hij versloeg ook deze tegenstander. Toen Svjatoslav zich permanent aan de Donau wilde vestigen, zette de Byzantijnse keizer Johannes I Tzimiskes de Petsjenegen tegen hem op. Zij wisten Svjatoslav in 972 bij het oversteken van de Dnjepr in de val te lokken en te doden. Volgens de Nestorkroniek maakte de khan van de Petsjenegen naar goed steppegebruik een vergulde drinkbeker van de schedel van zijn overwonnen tegenstander.

### Vladimir
De kwetsbaarheid van het Kievse Rijk werd duidelijk door de interne machtsstrijd tussen Svjatoslavs zonen. Pas in 980 wist zijn jongste zoon Vladimir (978-1015) de onbetwiste macht te verwerven.

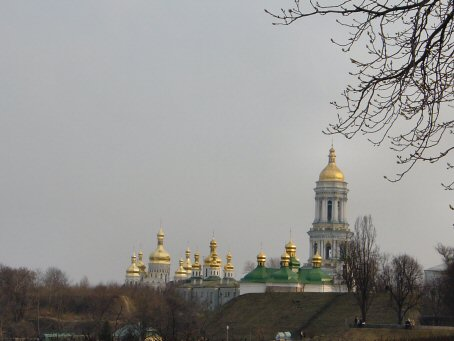
Holenklooster (huidig aanzien)

Rond 988 bekeerde Vladimir zich naar verluidt tot het Byzantijnse christendom, wat hem eeuwen later de bijnaam de Heilige opleverde. De Nestorkroniek vertelt een wonderlijk en tegenstrijdig verhaal over hoe dit zou zijn gegaan dan door moderne wetenschappers weinig geloofwaardig wordt geacht.  Diplomatieke overwegingen speelden bovendien een grote rol. De Byzantijnse keizer Basilius II was in 987 ernstig in het nauw gedreven door de Bulgaren en bood Vladimir zijn zuster Anna ten huwelijk in ruil voor militaire steun. Vladimir schoot hem te hulp en keerde terug naar Kiev in het gezelschap van zijn hooggeboren, christelijke bruid en een groep Byzantijnse priesters. Vladimir zette zich krachtig in voor de verbreiding van het christendom. Hij wierp het beeld van de Slavische dondergod Perunu in de Dnjepr, beval de doop van de gehele bevolking van Kiev en andere steden en reserveerde tien procent van de koninklijke inkomsten voor de kerk. Met dit geld werd de eerste stenen kerk, de Kerk van de Tienden, gebouwd. Dit was de zetel van de metropoliet (aartsbisschop) van Kiev. De bekering tot het christendom ging gepaard met de invoering van het Cyrillisch alfabet voor het schrijven van religieuze en andere teksten in het Kerkslavisch.
Het christelijk geloof fungeerde als bindmiddel voor de verschillende volken binnen het Kievse Rijk. Het verschafte de vorsten, als de beschermheren van het nieuwe geloof, extra legitimiteit. De Kievse grootvorsten stonden in hoog aanzien en trouwden met kandidaten uit geheel Europa. Zo werden er onder andere dynastieke verbanden aangegaan met de vorstenhuizen van Noorwegen, Zweden, Frankrijk, Engeland, Polen, Hongarije en het Duitse Rijk.

### Jaroslav
Na de dood van Vladimir in 1015 brak er opnieuw een successieoorlog uit in Kiev. Zijn vermoedelijke buitenechtelijke zoon Svjatopolk greep de macht, om deze in 1019 te verliezen aan Jaroslav.
Jaroslav, later bijgenaamd de wijze, liet in het gehele rijk kerken, kloosters, scholen en vestingwerken aanleggen. Verder hervormde hij de wetgeving en liet die op schrift stellen, de zogenaamde Roesskaja Pravda. In Kiev zou Jaroslav de eerste bibliotheek met boeken in het Oudkerkslavisch hebben gesticht, al berust die conclusie op een dubbelzinnige passage in de Nestorkroniek die ook anders kan worden uitgelegd.
In 1024 was er een hongersnood in het noordoosten rondom Rostov. Dit leidde tot een heidense opstand tegen zijn gezag, die Jaroslav hoogstpersoonlijk onderdrukte. In 1037 bracht hij de Petsjenegen een beslissende nederlaag toe.

### Izjaslav
Na Jaroslavs dood in 1054 erfde zijn zoon Izjaslav de macht in Kiev. Tot de komst van de Kiptsjak, een Turks nomadenvolk, in 1060 was hij heer en meester over het steppegebied. Hij kreeg echter te kampen met opstanden en pogingen van zijn broers om de macht in Kiev over te nemen. Izjaslav zocht hulp in Polen, Duitsland en bij de paus. De paus schonk Izjaslav in 1075 een kroon en de bijbehorende titel "Koning van de Roes", als teken dat hij hem als de wettige vorst zag. In 1076 kon hij zijn positie terugwinnen, werd echter in 1078 gedood.

## Uiteenvallen in deelvorstendommen
Een probleem van het Kievse Rijk was dat het land aan de periferie van Europa lag, grenzend aan de Euraziatische Steppe vanwaar met enige regelmaat nomadische volkeren als de Alanen, de Kumanen en de Petsjenegen het rijk binnenvielen. Een tweede groter probleem was het ontbreken van een regeling van de troonopvolging, waardoor er iedere keer weer strijd uitbrak. In tegenstelling tot West-Europa bestond er geen feodaal systeem met haar onderlinge verplichtingen en erecodes. Iedere vorst was heerser over zijn eigen gebied, slechts ingeperkt door de onderlinge machtsverhoudingen. Bij het overlijden van de vorst werden diens bezittingen onder zijn mannelijke nakomelingen verdeeld. Maar ook diens broers probeerden hun macht uit te breiden.
Moderne historici zijn het niet eens of er überhaupt een regeling van de troonswisseling bestond, of dat de regels daarvan onduidelijk waren, dat ze simpelweg zo vaak werden geschonden dat ze er in de praktijk vaak niet toe deden, of dat er meer orde en regelmaat in de troonopvolging zat dan traditioneel is aangenomen.
De vijf zonen en één kleinzoon van Jaroslav verdeelden aldus het rijk. De oudste erfgenaam besteeg de troon van Kiev, de andere vier erfgenamen kregen kleinere steden met het omringende gebied. De jongste werd vorst over de kleinste stad. Dit leidde onvermijdelijk tot conflicten.
In 1097 werd bij het congres van Ljoebetsj (nabij Tsjernihiv) door de vorsten gepoogd het systeem te verbeteren, maar zonder veel succes. De lokale vorsten vochten vaak onder elkaar, waarbij ze hun bondgenoten onder de steppenvolkeren zochten. Tussen 1054 en 1224 waren er niet minder dan 83 onderlinge oorlogen. In 1100 was het Kievse Rijk in twaalf deelvorstendommen uiteengevallen.
De kruistochten zorgden ervoor dat verschillende handelswegen werden afgesneden. Dit versnelde de ondergang van Kiev. In 1204 werd Constantinopel tijdens de Vierde Kruistocht geplunderd. De handelsroute via de Dnjepr verloor daardoor steeds meer aan betekenis.
Na de dood van de machtige vorst Vladimir Monomach, een kleinzoon van Jaroslav de Wijze, in 1125 wisten zijn afstammelingen onder leiding van zijn oudste zoon Mstislav nog een tijdlang de eenheid te bewaren. Nadat Kiev in 1169 door Andrej Bogoljoebski, de zoon van de jongste broer van Vladimir Monomach, werd geplunderd, viel het rijk echter voorgoed uiteen. Er ontstonden meerdere vorstendommen die alle werden geregeerd door telgen van de Ruriken. De belangrijkste waren:
- het resterende vorstendom Kiev
- de republiek Novgorod in het noorden
- Vladimir-Soezdal in het noordoosten
- Galicië-Wolynië in het zuidwesten

## Mongoolse inval
Door de versnippering kostte het na 1223 bij de Mongoolse invasie van Roes de binnenvallende Mongolen weinig moeite de vorstendommen omver te werpen. De kleinzoon van Dzjengis Khan, Batu Khan, veroverde tussen 1237 en 1240 een voor een de vorstendommen. Kiev was als laatste aan de beurt. De stad werd met de grond gelijk gemaakt en zou niet meer geheel herstellen van deze verwoesting. Kiev, ooit met zijn ruim 30.000 inwoners een van de grootste steden van Europa, was de volgende zes eeuwen niet meer dan een provinciestad in afwisselend het grootvorstendom Litouwen, het Pools-Litouwse Gemenebest en het Russische Rijk.
De Mongolen vestigden in de steppen het khanaat van de Gouden Horde, dat twee eeuwen lang de Russische vorstendommen schatplichtig hield.

## Annexatie door Litouwen
Na de Slag aan de Irpen kwam het vorstendom Kiev onder Litouwse heerschappij. 
Uit de restanten van het rijk ontwikkelden zich drie volken: onder Poolse overheersing vormden zich de Oekraïners in het zuiden, onder Litouwse overheersing de Wit-Russen in het noordwesten, en in het noorden en noordoosten ontstond het volk der Russen.